# Castle Pines
Castle Pines é uma Região censo-designada localizada no estado americano de Colorado, no Condado de Douglas.

## Demografia
Segundo o censo americano de 2000, a sua população era de 5958 habitantes.

## Geografia
De acordo com o United States Census Bureau tem uma área de
26,5 km², dos quais 26,5 km² cobertos por terra e 0,0 km² cobertos por água.

## Localidades na vizinhança
O diagrama seguinte representa as localidades num raio de 16 km ao redor de Castle Pines.